# RBS 70
RBS 70 (индекс ПЗРК: Robotsystem 70 — «ракетный комплекс 70-й модели»; ЗУР: Lvrb 70 от Luftvärnsrobot — «зенитная управляемая ракета 70-й модели»; экспортное название с 1985 года — Rayrider [reɪ ˈraɪdər] — шведский универсальный переносной зенитно-ракетный комплекс (ПЗРК), предназначенный для поражения низколетящих воздушных целей (вертолётов и самолётов) противника. Разработан в Швеции компанией Bofors Defence (в настоящее время Saab Bofors Dynamics).

## История
В середине 1969 года Администрация военного снабжения Швеции заключила с Bofors контракт на сумму L8 млн на разработку переносного ЗРК для тактической войсковой ПВО и обороны авиабаз с перспективой постановки на вооружение к 1974 году.
Первичным заказчиком выступила Норвегия, заказ на поставку серийной модели был размещён норвежским правительством в декабре 1982 года (до этого норвежские военные уже провели войсковые испытания ПЗРК). Усовершенствованная модификация комплекса RBS 70+ в переносном варианте была экспонирована перед прессой и широкой публикой в июне 1983 (после самоходных вариантов). «Бофорс» получила повторный крупный заказ от Норвегии на поставку ПЗРК RBS 70 в феврале 1984 года, сумма контракта составила около 80 миллионов шведских крон.

## Описание
Масса комплекса 87 кг. Система управления: наведение по лазерному лучу. Оснащён системой опознавания целей. Взрыватель с лазерным датчиком цели, боевая часть, оснащённая поражающими элементами шрапнельного типа с вольфрамовым сердечником. В режиме наблюдения за воздушной обстановкой командно-пусковой блок (КПБ) комплекса имеет аналоговый разъём для подключения кабеля с трёхкоординатной РЛС обнаружения и сопровождения целей «Жираф» фирмы «Эриксон» или другой аналогичной ей. Звук зуммера предупреждает оператора на позиции о появлении противника в наблюдаемом секторе воздушного пространства и необходимости изготовиться к обстрелу цели. При наведении на цель РЛС автоматически корректирует точность наведения комплекса оператором при помощи подаваемых по кабелю электрических импульсов, преобразуемых динамиком КПБ в звуковые сигналы трёх типов: 1) звуковой сигнал низкой тональности предупреждает об отклонении прицела влево от цели, 2) сигнал высокой тональности предупреждает об отклонении вправо, 3) прерывистый звуковой сигнал предупреждает об ошибке в определении оператором истинного азимута цели. В 1982 году, компания «Эриксон» разработала портативную РЛС обнаружения и сопровождения целей «Хард» (HARD, от Helicopter and Aircraft Radar Detection [System] — «[система] радиолокационного обнаружения вертолётов и самолётов»), достаточно компактную для переноски членами расчёта (РЛС типа «Жираф» могут размещаться только на грузовиках), имеющую инструментальную дальность обнаружения 12 км и обеспечивающую гарантированное обнаружение целей и раннее предупреждение оператора на расстоянии до 9 км. По усмотрению заказчика, КПБ может быть оснащён интегрированным радиолокационным запросчиком системы опознавания британской фирмы «Коссор» (Cossor Electronics Ltd). В качестве средства обеспечения подвижности комплекса и обслуживающего его расчёта используется автомобиль повышенной проходимости марки «Лендровер», специально оборудованный для перевозки членов расчёта, пусковой установки и шести ракет, и оснащённый радиоприёмником с автоматическим декодером сигнала с РЛС обнаружения целей, чтобы расчёт мог своевременно остановить машину и изготовиться к стрельбе. Время развёртывания из походного положения (с колёс) в боевое составляет 30 секунд. Тренажёр оператора обеспечивает начальную отработку необходимых навыков зенитной подготовки в помещении или на полигоне по имитаторам воздушной цели (самолётам-мишеням и т. п.). Полигонные испытания комплекса вместе с показательными стрельбами для заинтересованных сторон проводились в шведской тундре по самолётам-мишеням, изготовленным американской корпорацией «Нортроп».

## Постановка на вооружение
В 1977 году принят на вооружение вооружённых сил Швеции. Находится на вооружении 18 государств (по состоянию на 2006 г.).
С 2003 года принята (поставки с 2005 г.) улучшенная модификация ЗУР Bolide комплекса RBS 70. Отличается от предыдущих модификаций повышенной дальностью действия[уточнить границы зоны пуска, зоны поражения и зоны обстрела целей] (до 8 км), новыми боевой частью и адаптивным радиовзрывателем с неконтактным датчиком цели и тремя режимами установки (на ударное действие, на срабатывание при приближении к цели и для действия по малоразмерной цели), что позволило расширить диапазон поражаемых целей, в том числе, за счёт включения атакующих крылатых ракет и БПЛА.

## Модификации
Комплекс имел следующие переносные модификации:
Усовершенствованный
RBS 70+ — пусковая установка позволяет размещение сразу двух ракет.
Ночной
RBS 70M — в феврале 1984 года с Bofors и Ericcson Radio Systems был заключён контракт на сумму около $50 млн, предусматривающий разработку модифицированного варианта ПЗРК для действий в ночное время, с возможностью установки на лёгкий гусеничный транспортёр Bv 206. Дальность стрельбы, согласно требованиям ТТЗ, должна была превосходить базовую модель на 30—50%. Пусковая установка RBS 70M позволяет размещение сразу двух ракет, кроме того она оснащена видеокамерой с встроенным в объектив ночным тепловизионным прицелом, обеспечивающим оператору комплекса, а) возможность безопасной эксплуатации комплекса на удалении от огневой позиции из оборудованного укрытия, б) возможность обстрела целей ночью и в тёмное время суток. Впоследствии модифицированный вариант был принят на вооружение под индексом RBS 90.
Дистанционно управляемый
2—8 сентября 1990 года на ежегодной международной выставке вооружения и военной техники Фарнборо Bofors продемонстрировала RBS 70M со съёмным ночным прицелом, а также дистанционно управляемую зенитную установку на две ракеты RBS 90 с дневным/ночным прицельными приспособлениями.

## Варианты

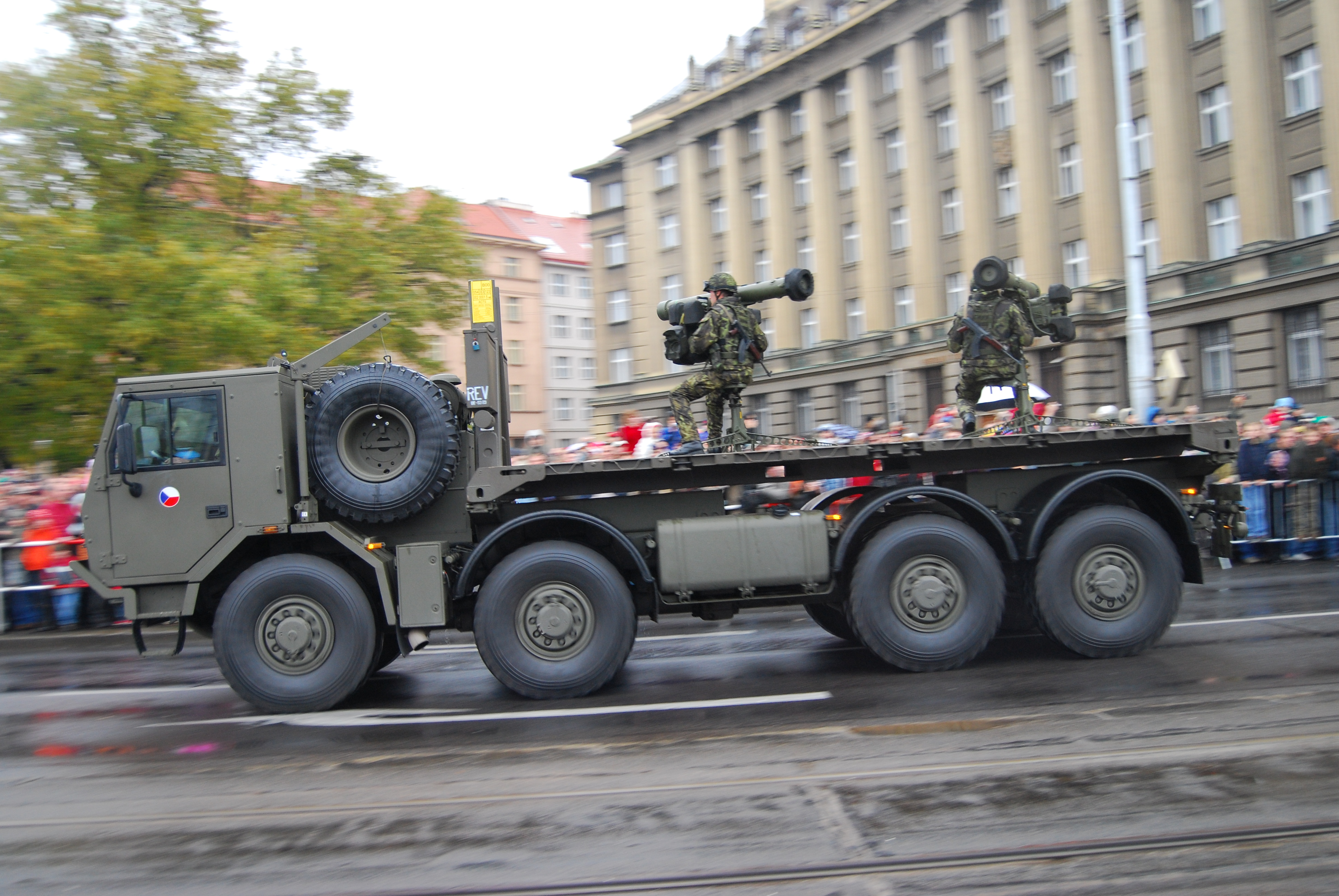
Самоходный ЗРК VLM на шасси полноприводного восьмиколёсного грузовика T815 марки «Татра» Армии Чешской Республики

Одновременно с переносным, комплекс был разработан в следующих вариантах базирования:
Самоходный открытый вариант
VLM (Vehicle-Launched Missile [System] — «ракетный [комплекс] автомобильного базирования») — самоходный ЗРК для размещения на борту военных автотранспортных средств и бронетехники с открытым верхом. «Ви-эль-эм» экспонировался одновременно с «Армадом» (самоходным бронированным вариантом). Представляет собой стандартный RBS 70 на несколько модифицированной пусковой установке, размещаемой в открытом кузове автомобиля повышенной проходимости марки «Лендровер» с кузовом типа пикап и колёсной базой 277 см или аналогичный ему по конфигурации и своим габаритным характеристикам. В походном положении, пусковая установка складывается вперёд и вниз, и перевозится под брезентовым навесом в сложенном виде, при переводе в боевое положение, брезентовый навес убирается, а пусковая установка выдвигается назад и вверх. На пусковой установке одновременно находятся две ракеты, готовые к пуску.
Самоходный бронированный вариант

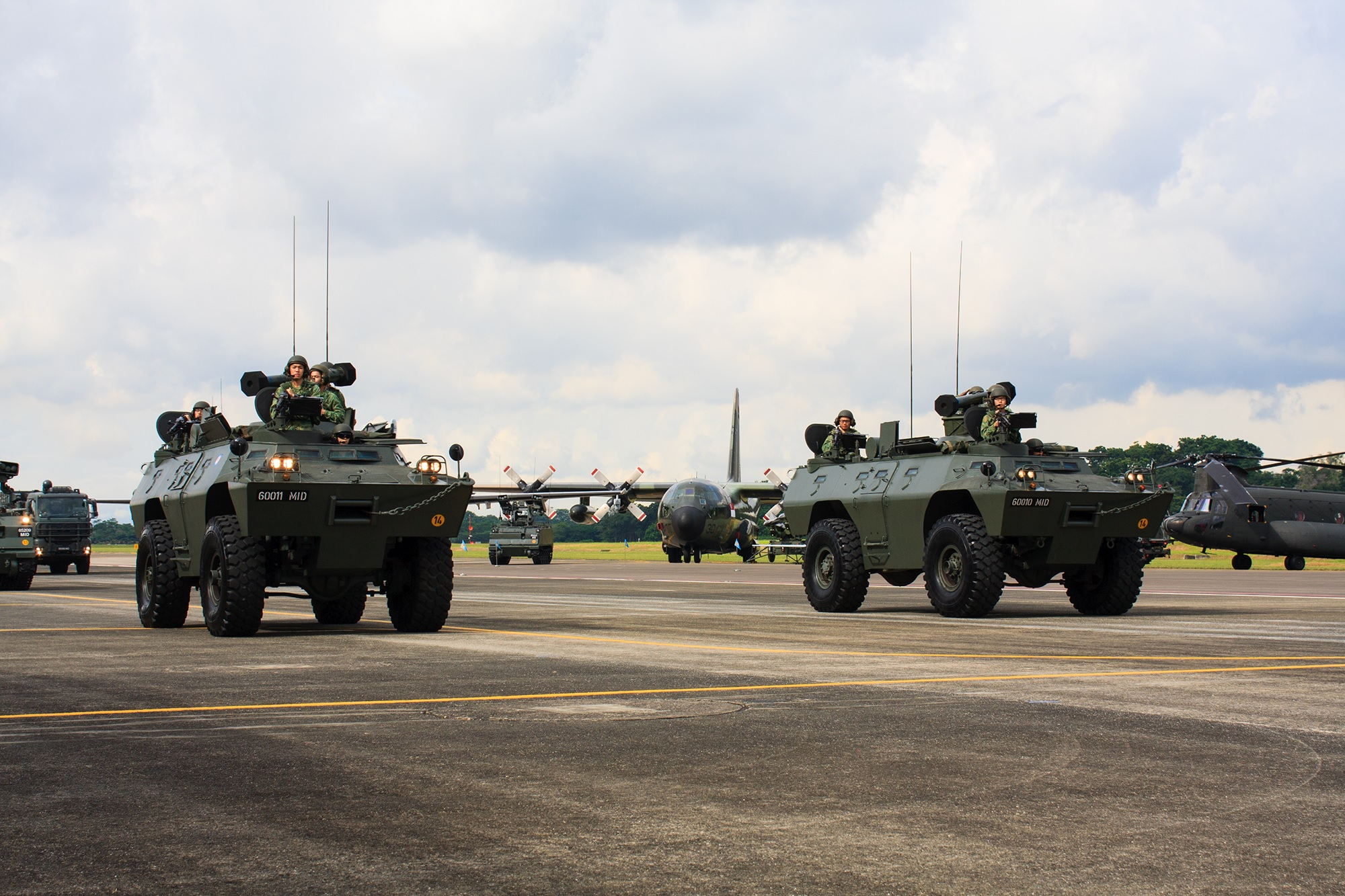
Самоходные ЗРК SHORAD на шасси бронетранспортёра V-200 марки «Кадиллак-Гейдж» войск ПВО ВВС Сингапура

ARMAD (Armored Unit Air Defence [System] — «зенитный [ракетный комплекс] бронетанковых частей») — самоходный ЗРК, разрабатывался с 1979 года, первичные полигонные испытания проходили в апреле-августе 1982, первое выкатывание для прессы и общественности «Армада» и «Ви-эль-эм» состоялось в июне 1982 года. Заказ от Армии Норвегии на поставку был размещён в декабре 1982 года. В состав боевых средств комплекса входила 1) боевая машина на шасси бронетранспортёра M113A2, либо на шасси боевой машины огневой поддержки пехоты Ikv 103, и 2) двухместная вращающаяся башня с внешнерасположенной пусковой установкой, которая монтировалась на одну из двух указанных боевых машин. В таком виде, ЗРК имела экспортный индекс «Тип 701» (Type 701).
Корабельный вариант
SLM (Ship-Launched Missile [System] — «ракетный [комплекс] корабельного базирования») — корабельный ЗРК палубного базирования, который предусматривался к поставке в двух вариантах (на усмотрение заказчика), с гироскопической стабилизированной платформой, обеспечивающей свободное наведение ракет на цель в условиях качки и вибрации корпуса корабля, и без стабилизированной платформы. Палубные надстройки корабля защищены от случайного попадания ракеты ограничителем сектора обстрела.
Универсальный зенитный модуль
Crossbow 70 — в марте 1990 года Bofors и американская компания LTV Missiles and Electronics Group начали совместную разработку зенитного боевого модуля с двумя контейнерами по две ракеты Lvrb 70 Mk 2 в каждом, под установку на машины повышенной проходимости, различные образцы колёсной и гусеничной техники НАТО, малотоннажные военные суда и десантно-высадочные средства. LTV предоставила имеющиеся у неё наработки по самоходному ЗРК на колёсном шасси Crossbow, который был разработан ею в рамках проводившегося Департаментом армии США конкурса на создание ЗРК малой дальности, но в итоге уступил образцу от компании Boeing, известному как Avenger. Первые опытные пуски были осуществлены на испытательном полигоне Бофорс в декабре 1989 года, в качестве машины-носителя для модуля использовался стандартный HMMWV, в январе 1991 года состоялись пуски с борта малого ракетного корабля класса HSwMS Jägaren ВМС Швеции.
ЗРПК
Blazer — зенитный ракетно-пушечный комплекс, разработанный американской компанией General Electric в рамках программы разработки тактических систем ПВО переднего края (Forward Area Air Defense — Line of Sight, сокр. FAAD-LOS). Во вращающейся башне (зенитном модуле) была смонтирована 25-мм пятиствольная пушка GAU-12, а снаружи были закреплены контейнеры на две ракеты Lvrb 70 и четыре ЗУР Stinger.
УРВВ
HLM (Helicopter-Launched Missile [System] — «ракетный [комплекс] вертолётного базирования») — управляемые ракеты класса «воздух—воздух» (УРВВ) вертолётного базирования ближнего радиуса действия. Позволяет переоборудовать разведывательные-корректировочные и другие функциональные разновидности лёгких вертолётов в разведывательно-ударные, способные участвовать в воздушных боях с ударными вертолётами противника. В состав боевых средств многократного использования входят 1) пусковая установка с узлами крепления, соответствующими STANAG и обеспечивающими возможность её монтажа на любые вертолёты всех армий и флотов НАТО, пусковая установка имеет подвесные панели, стыкующиеся к узлам крепления на корпусе слева и справа от кабины вертолёта, и выпускающиеся в конфигурациях «2×2» и «2×4», на которые могут подвешиваться от 4 до 8 УРВВ, 2) командно-пусковой блок, интегрирующийся в бортовую систему управления ракетным и стрелково-пушечным вооружением и включает в себя 2.1) пульт оператора, оснащённый тумблерами приготовления к пуску и пуска, а также ручным манипулятором наведения ракеты в полёте, пульт размещается в кабине и встраивается, либо непосредственно в приборную панель пилота (для одноместных вертолётов), либо в панель оператора бортового вооружения (для двухместных и более); 2.2) автоматический модуль управления полётом ракеты представляет собой унитарное изделие с радиолокационной станцией сопровождения ракеты (непрерывно определяющей пространственные координаты ракеты) и оптико-электронную станцию лазерной подсветки цели, модуль размещается соответственно снаружи сверху кабины, либо в носовой части вертолёта. Время реакции комплекса в звене «оператор—машина», обеспечивает пилоту или оператору бортового вооружения возможность обстрела обнаруженной цели в кратчайшие сроки. От пилота требуется только развернуть вертолёт носовой частью в сторону цели и произвести пуск. Наведение ракеты на цель в полёте после пуска уже не зависит от устойчивости вертолёта-носителя.

## На вооружении

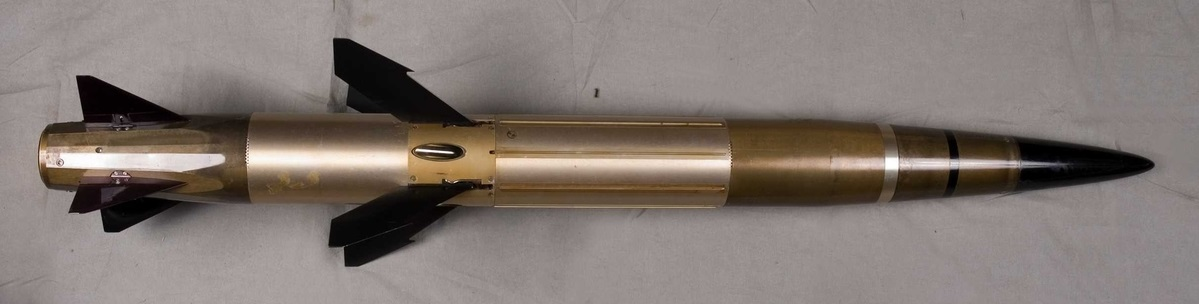
ЗУР комплекса RBS 70. Нормальная аэродинамическая схема. Сопловые устройства расположены в районе стабилизаторов ракеты (спереди).

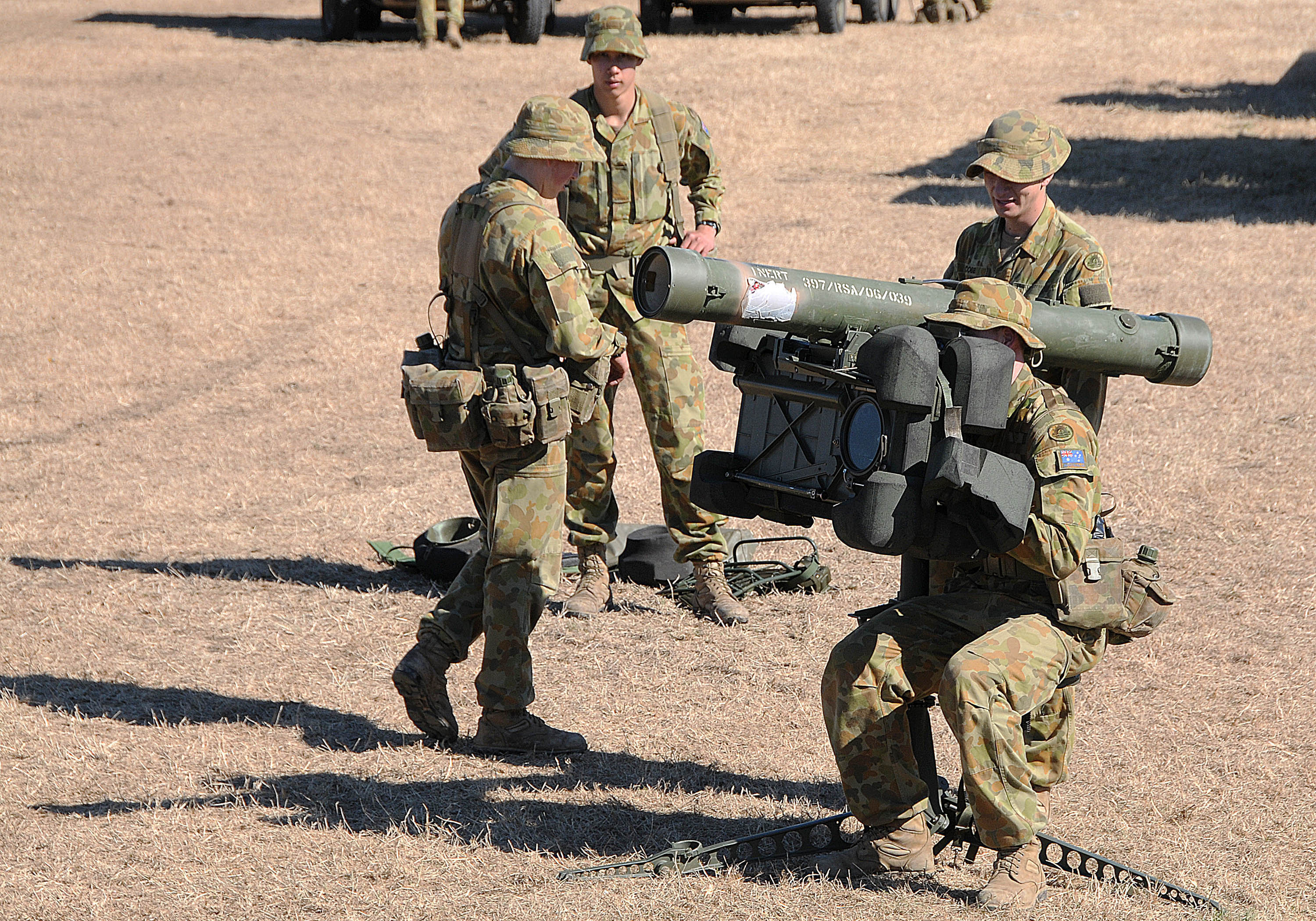
Комплекс RBS 70 сухопутных войск Австралии на учениях, 2011 год

По состоянию на 1989 год, комплекс официально состоял на вооружении восьми государств, в 1990 году одиннадцати, впоследствии список расширился:
- Австралия — 45 RBS 70, по состоянию на 2007 год[12]
- Австрия — первый заказ был размещён в 1989 году, первые комплексы поступили на вооружение в 1990 году[11]
- Аргентина — 6 RBS 70, по состоянию на 2007 год[13]
- Бахрейн — первые поставки начались в 1985 году контрабандным путём через Сингапур (компанией Chartered Industries of Singapore Ltd.).[14] 60 RBS 70, по состоянию на 2007 год[15]
- Венесуэла — некоторое количество на вооружении армии и ВВС, по состоянию на 2007 год[16]
- Индонезия — на вооружении с 1982 года[17]. 17 RBS 70, по состоянию на 2007 год[18]
- Иран — ракеты и комплексы на сумму ок. $60 млн были закуплены Сингапуром, после чего переправлены транзитом через Бахрейн, несмотря на введённое американцами эмбарго на ведение торговли с Ираном, RBS 70 появились на вооружении иранской армии в начале 1986 года[19]. По словам бывшего агента ЦРУ Уилльяма Херрмана, шведское правительство и руководство Bofors были в курсе относительно конечного получателя комплексов. Против поставок шведского оружия Ирану выступал Премьер-министр Швеции Улоф Пальме, который был застрелен 28 февраля 1986 года, а до того распорядился приостановить поставку 200 ракет до предстоящих выборов, а также генеральный инспектор тыла и снабжения контр-адмирал Карл Альгернон, покончивший жизнь самоубийством 15 января 1987 года. В ноябре 1987 года, в эфире телепередачи «60 минут» были обнародованы выводы независимого журналистского расследования, согласно которым, смерть Пальме и Альдернона была связана с их профессиональной деятельностью и попытками воспрепятствовать поставкам RBS 70 Ирану[20].
- Ирландия — 7 RBS 70, по состоянию на 2010 год[21]
- Канада — закупались в 1985 году в опытном порядке для сравнительных испытаний в рамках конкурса на разработку комплекса тактической ПВО (Low Level Air Defence, сокр. LLAD). По условиям конкурса в производстве должны были участвовать также национальные производители, для этих целей между Bofors и местной компанией Canadian Marconi Company было заключено соглашение (CMC брала на себя систему управления и связи).[22] Комплекс в варианте ЗРПК ARMAD (40-мм пушка Trinity, ЗУР Lvrb 70, РЛС обнаружения Giraffe и РЛС наведения Eagle, со всепогодной СУО) вышел в финал вместе с двумя другими перспективными образцами от тандема немецкой Contraves и американо-канадской Raytheon Canada Limited (ЗП GDF-005 и ЗУР RIM-7M Sparrow + ЗСУ ATAK 35), швейцарской Oerlikon-Bührle Ltd и американо-канадской Litton Systems Canada (ЗП GDF-005 + ЗРК ADATS).[23][24][25] В итоге команда Bofors-CMC уступила Oerlikon-Litton и на вооружение был принят ЗРПК ADATS[26].
- Латвия — некоторое количество RBS 70[27]
- Литва — 20 RBS 70[28]
- Норвегия — в феврале 1986 года Министерство обороны Норвегии заключило с AB Bofors контракт на сумму 700 млн шведских крон на поставку в 1987-1990 гг. комплексов для норвежской армии. В соответствии с договором, производством КПБ для норвежской армии занималась фирма Kongsberg Våpenfabrikk[29]. 180 RBS 70, ещё 120 на хранении, по состоянию на 2007 год[30]
- Пакистан — 200 RBS 70, по состоянию на 2007 год[31]
  - с 1986 года налажено собственное лицензионное производство RBS 70 ограниченными партиями (с поставкой комплектующих из Швеции).[32]
- Сингапур — некоторое количество RBS 70 на вооружении армии и ВВС, по состоянию на 2007 год[33]
  - компанией Singapore Aerospace Maintenance Co. Pte. Ltd. (SAMCO) налажено собственное лицензионное производство RBS 70 ограниченными партиями (с поставкой комплектующих из Швеции).[17]
- США — закупались в двух вариантах (ARMAD и RBS 70) в 1986 году в опытном порядке для сравнительных испытаний в рамках конкурса на замену снятой с вооружения ЗСУ Sergeant York, вместе с тремя другими перспективными образцами: британским ЗРК Rapier, американо-швейцарским ЗРПК ADATS от тандема Martin Marietta и Oerlikon, франко-германским ЗРК Roland II от консорциума Euromissile, и американским ЗРПК Blazer от General Electric. Прототип ARMAD был представлен от Bofors самостоятельно, а RBS 70 был смонтирован на башне ЗРПК Blazer[34]. В итоге уступила Roland II, который так же не был принят на вооружение.
- Тунис — 60 RBS 70, по состоянию на 2007 год[35]
- Украина — некоторое количество находится на вооружении по состоянию на 2023 год[36][37]
- Швейцария — представители швейцарской армии присутствовали на испытаниях RBS 70 в Швеции в 1974 году, швейцарская сторона участвовала в финансировании программы работ в период 1974-1977 гг. в рамках шведско-швейцарского соглашения о военно-техническом сотрудничестве, но на вооружение комплекс не принимался[3].
- Швеция — некоторое количество RBS 70, в том числе 16 на самоходных шасси, по состоянию на 2007 год[38]
- НАТО — в рамках проводившейся в конце 1970-х гг. многосторонней программы перевооружения НАТО новым переносным ЗРК на замену устаревшему Redeye (Advanced man-portable air defense system, сокр. MANPADS), в которой принимали участие военные ведомства США, ФРГ, Италии, Норвегии и Нидерландов, RBS 70 (расчёт — 3 человека) конкурировал с Blowpipe (расчёт — 3 человека) и со Stinger (расчёт — 1 человек, стрелок),[39] в итоге уступив последнему[40] (Норвегия согласилась закупать оба комплекса).

## Боевое применение
Вторжение России в Украину
На конец августа 2023 года с помощью RBS-70 был уничтожен, как минимум, один российский ударный вертолет Ка-52 «Акула».

## Тактико-технические характеристики
| Тип ЗУР                    | Rb 70 Mk 0 | Rb 70 Mk 1 | Rb 70 Mk 2                                                  | "Bolide"                                                    |
| -------------------------- | ---------- | ---------- | ----------------------------------------------------------- | ----------------------------------------------------------- |
| Год принятия на вооружение | 1977       | 1990       | 1993                                                        | 2001                                                        |
| Макс. дальность, м         | 5000       | 5000       | 7000                                                        | 8000                                                        |
| Мин. дальность, м          | 200        | 200        | 200                                                         | 250                                                         |
| Потолок, м                 | 3000       | 3000       | 4000                                                        | 5000                                                        |
| Макс. скорость, м/с        | 525        | 550        | 580                                                         | >680                                                        |
| Длина УР, м                | 1,32       | 1,32       | 1,32                                                        | 1,32                                                        |
| Диаметр УР, мм             | 106        | 106        | 106                                                         | 106                                                         |
| Масса УР, кг               | 15         | 17         | 17                                                          | -                                                           |
| Масса, кг / тип БЧ         | 1          | -          | 1,1/ кумулятивно-фугасная с готовыми поражающими элементами | 1,1/ кумулятивно-фугасная с готовыми поражающими элементами |

## Сравнительная характеристика
Поскольку потребности обеспечения обороноспособности страны удовлетворялись национальным военно-промышленным комплексом с избытком, практически любой образец шведского вооружения в XX веке создавался в расчёте на экспорт за рубеж для партнёров по международным военно-политическим блокам. RBS 70 не стал в этом плане исключением и несмотря на то, что комплекс создавался в первую очередь для национальных вооружённых сил, корпоративный менеджмент Bofors усматривал большой потенциал в освоении столь крупного рынка вооружения как американский, с учётом того, что именно США главенствовали в НАТО и фактически задавали тон в вопросе того, какой ПЗРК станет унифицированным для вооружённых сил государств-участников организации, поэтому стать поставщиком Вооружённых сил США с высокой долей вероятности означало получить заказы и от других государств блока НАТО. С этим расчётом, руководство Bofors заключило партнёрские соглашения со структурами военно-промышленного комплекса США, чтобы принять участие в конкурсе на замену американских ПЗРК «Редай» не удовлетворявших потребностей ВС США. Поскольку соглашения были двусторонними и заключались с участием правительств обоих государств, обратной стороной медали была необходимость закупки шведами американского образца вооружения в случае победы в конкурсе американского производителя, что в итоге и было сделано, вместе с поставками RBS 70 в США была закуплена для войсковых испытаний опытная партия «Стингеров», получивших индекс Rb 96. Ниже приводится сравнительная характеристика образцов зенитного управляемого ракетного оружия, представленных на рассмотрение жюри конкурса на замену переносных зенитных ракетных комплексов «Редай» в Вооружённых силах США:
| Сравнительная характеристика переносных зенитных ракетных комплексов 1970-х годов | Сравнительная характеристика переносных зенитных ракетных комплексов 1970-х годов | Сравнительная характеристика переносных зенитных ракетных комплексов 1970-х годов | Сравнительная характеристика переносных зенитных ракетных комплексов 1970-х годов | Сравнительная характеристика переносных зенитных ракетных комплексов 1970-х годов | Сравнительная характеристика переносных зенитных ракетных комплексов 1970-х годов | Сравнительная характеристика переносных зенитных ракетных комплексов 1970-х годов |
| Характеристика | «Стрела-2»                                                                        | «Stinger»                                                                         | «Stinger Alternate»                                                               | «Rayrider»                                                                        | «Blowpipe»                                                                        | «Blowpipe»                                                                        |
| --- | --------------------------------------------------------------------------------- | --------------------------------------------------------------------------------- | --------------------------------------------------------------------------------- | --------------------------------------------------------------------------------- | --------------------------------------------------------------------------------- | --------------------------------------------------------------------------------- |
| Разработчик | КБМ                                                                               | General Dynamics                                                                  | Ford                                                                              | Bofors                                                                            | Northrop                                                                          | Short Brothers                                                                    |
| Принятие на вооружение в стране производства | Да                                                                                | Да                                                                                | Нет                                                                               | Да                                                                                | Нет                                                                               | Да                                                                                |
| Аэродинамическая схема ракеты | «утка» с прямоугольным оперением                                                  | «утка» с прямоугольным оперением                                                  | нормальная схема с трапециевидным оперением                                       | нормальная схема со стреловидным оперением                                        | «утка» с треугольным оперением                                                    | «утка» с треугольным оперением                                                    |
| Режим управления полётом ракеты | автоматический                                                                    | автоматический                                                                    | полуавтоматический                                                                | полуавтоматический                                                                | полуавтоматический                                                                | ручной                                                                            |
| Система управления ракетой с земли | не предусмотрена                                                                  | не предусмотрена                                                                  | наведение по лучу                                                                 | наведение по лучу                                                                 | наведение по лучу                                                                 | радиокомандная                                                                    |
| Устройство наведения ракеты на цель | головка самонаведения                                                             | головка самонаведения                                                             | станция лазерной подсветки                                                        | станция лазерной подсветки                                                        | станция лазерной подсветки                                                        | станция передачи команд                                                           |
| Устройство наведения ракеты на цель | пассивная инфракрасная                                                            | пассивная инфракрасная/ультрафиолетовая                                           | полуактивная лазерная                                                             | полуактивная лазерная                                                             | полуактивная лазерная                                                             | оптико-электронная                                                                |
| Устройство наведения ракеты на цель | конического сканирования передней полусферы                                       |                                                                                   | полуактивная лазерная                                                             | полуактивная лазерная                                                             | полуактивная лазерная                                                             | оптико-электронная                                                                |
| Неконтактный датчик цели | не предусмотрен                                                                   | радиолокационный                                                                  | лазерный                                                                          | лазерный                                                                          | комбинированный                                                                   | комбинированный                                                                   |
| Удержание цели по центру прицела в процессе прицеливания | требуется                                                                         | требуется                                                                         | желательно                                                                        | желательно                                                                        | не требуется                                                                      | не требуется                                                                      |
| Осуществление пуска по цели без точного прицеливания | недопустимо ни при каких обстоятельствах                                          | недопустимо ни при каких обстоятельствах                                          | не желательно                                                                     | не желательно                                                                     | допустимо при отсутствии времени на прицеливание                                  | допустимо при отсутствии времени на прицеливание                                  |
| Подсветка цели оператором | не предусмотрена                                                                  | не предусмотрена                                                                  | лазерная                                                                          | лазерная                                                                          | лазерная                                                                          | не предусмотрена                                                                  |
| Подсветка цели оператором | не предусмотрена                                                                  | не предусмотрена                                                                  | низкоимпульсная                                                                   | частотно-модулированная                                                           | непрерывная                                                                       | не предусмотрена                                                                  |
| Сопровождение ракеты оператором | не предусмотрено                                                                  | не предусмотрено                                                                  | по линии визирования цели                                                         | по линии визирования цели                                                         | по линии визирования цели                                                         | по линии визирования цели                                                         |
| Метод наведения ракеты | двухточечный                                                                      | двухточечный                                                                      | трёхточечный                                                                      | трёхточечный                                                                      | трёхточечный                                                                      | трёхточечный                                                                      |
| Метод наведения ракеты | метод пропорционального сближения                                                 | метод пропорционального сближения                                                 | метод автоматического совмещения                                                  | метод автоматического совмещения                                                  | метод автоматического совмещения                                                  | метод ручного совмещения                                                          |
| Метод наведения ракеты | с переменным запрограммированным углом упреждения                                 | с переменным автоматически рассчитываемым углом упреждения                        | с нулевым углом упреждения                                                        | с нулевым углом упреждения                                                        | с нулевым углом упреждения                                                        | с произвольным регулируемым углом упреждения                                      |
| Помехозащищённость | относительная                                                                     | относительная                                                                     | близкая к абсолютной                                                              | близкая к абсолютной                                                              | близкая к абсолютной                                                              | близкая к абсолютной                                                              |
| Помехоустойчивость | низкая                                                                            | относительная                                                                     | высокая                                                                           | высокая                                                                           | высокая                                                                           | близкая к абсолютной                                                              |
| Угрожающие факторы помеховой обстановки | уязвимость для тепловых ловушек, небесным светилам                                | уязвимость для тепловых ловушек, небесным светилам                                | уязвимость для средств оптико-электронного подавления                             | уязвимость для средств оптико-электронного подавления                             | уязвимость для средств оптико-электронного подавления                             | безразличие к помехам                                                             |
| Бортовые средства оповещения об угрозе ракетного обстрела воздушной цели | станция предупреждения о радиолокационном облучении                               | станция предупреждения о радиолокационном облучении                               | станция предупреждения о лазерном облучении                                       | станция предупреждения о лазерном облучении                                       | станция предупреждения о лазерном облучении                                       | не существуют                                                                     |
| Эффективность при стрельбе навстречу | ниже, чем вдогон                                                                  | ниже, чем вдогон                                                                  | одинаково высокая                                                                 | одинаково высокая                                                                 | одинаково высокая                                                                 | более высокая, чем вдогон                                                         |
| Эффективность применения в условиях облачности | ниже, чем при безоблачной погоде                                                  | ниже, чем при безоблачной погоде                                                  | относительная                                                                     | относительная                                                                     | одинаково высокая                                                                 | одинаково высокая                                                                 |
| Эффективность применения в условиях тумана | практически бесполезен                                                            | практически бесполезен                                                            | практически бесполезен                                                            | практически бесполезен                                                            | практически бесполезен                                                            | практически бесполезен                                                            |
| Эффективность применения в условиях задымления или запыления огневой позиции | одинаково высокая                                                                 | одинаково высокая                                                                 | ниже, чем при отсутствии указанных факторов, ограничивающих видимость цели        | ниже, чем при отсутствии указанных факторов, ограничивающих видимость цели        | ниже, чем при отсутствии указанных факторов, ограничивающих видимость цели        | ниже, чем при отсутствии указанных факторов, ограничивающих видимость цели        |
| Эффективность применения в тёмное время суток | с ТПВ более эффективен, чем в светлое время суток                                 | с ТПВ более эффективен, чем в светлое время суток                                 | без ночной оптики практически бесполезен                                          | без ночной оптики практически бесполезен                                          | без ночной оптики практически бесполезен                                          | без ночной оптики практически бесполезен                                          |
| Эффективность применения по целям, оставляющим низкоконтрастный тепловой след (аэростаты, планеры, дельтапланы и др.) | ниже, чем по целям, с выраженным тепловым контрастом                              | ниже, чем по целям, с выраженным тепловым контрастом                              | одинаково высокая                                                                 | одинаково высокая                                                                 | одинаково высокая                                                                 | одинаково высокая                                                                 |
| Возможность повторного обстрела цели или смены позиции | сразу после пуска                                                                 | сразу после пуска                                                                 | после попадания или промаха                                                       | после попадания или промаха                                                       | после попадания или промаха                                                       | после попадания или промаха                                                       |
| Возможность обстрела наземных или надводных целей | отсутствует                                                                       | имеется у поздних моделей                                                         | имеется                                                                           | ограничена                                                                        | ограничена                                                                        | имеется                                                                           |
| Категория мобильности | носимый                                                                           | носимый                                                                           | носимый                                                                           | возимый                                                                           | ограниченно носимый                                                               | ограниченно носимый                                                               |
| Простота в эксплуатации | примитивен, выстрелил и выбросил                                                  | примитивен, выстрелил и выбросил                                                  | требует специальной подготовки                                                    | требует специальной подготовки                                                    | требует специальной подготовки                                                    | требует особых навыков                                                            |
| Источники информации - Air Defense Systems and Weapons: World AAA and SAM Systems in the 1990s. / Compiled by Christopher Chant. — 1st ed. — London: Brassey’s Defence Publishers, 1989. — P. 25-27, 30-32, 65-69, 129-132 — 407 p. — ISBN 0-08-036246-X. - An Illustrated Guide to Modern Airborne Missiles. / Compiled by Bill Gunston. — N.Y.: Arco Publishing, 1983. — P. 37, 48, 50, 66, 154 — 159 p. — ISBN 0-668-05822-6. - Jane’s Infantry Weapons 1975. / Edited by F. W. A. Hobart. — 1st ed. — London: Macdonald and Jane’s, 1974. — P. 755, 778-779, 788, 805-806 — 860 p. — ISBN 0-531-02748-1. - Jane’s Weapon Systems 1979-80. / Edited by Ronald T. Pretty. — 10th ed. — Coulsdon, Surrey: Jane’s Information Group, 1979. — P. 87-89, 807 — 1056 p. — ISBN 0-531-03299-X. - Jane’s Weapon Systems 1986-87. / Edited by Ronald T. Pretty. — 17th ed. — London: Jane’s Publishing Company, 1986. — P. 137-142 — 1127 p. — ISBN 0-7106-0832-2. - Jane’s Weapon Systems 1987-88. / Edited by Bernard Blake. — 18th ed. — London: Jane’s Publishing Company, 1987. — P. 208-212 — 1100 p. — ISBN 0-7106-0845-4. - Jane’s Land Based Air Defence 1992-93. / Edited by Tony Cullen and Christopher F. Foss. — 5th ed. — Coulsdon, Surrey: Jane’s Information Group, 1992. — P. 35-43, 50-56 — 325 p. — ISBN 0-7106-0979-5. - Jane’s Electro-Optic Systems 2004-2005. / Edited by Michael J. Gething. — 10th ed. — Coulsdon, Surrey: Jane’s Information Group, 2004. — P. 21, 128-135, 138-139 — 727 p. — ISBN 0-7106-2620-7. - Man-Portable Air Defense Systems (A Comparison by Rhoi M. Maney) // Air Defense Magazine. — Fort Bliss, Texas: U.S. Army Air Defense School, October-December 1977. — P. 19-23. |                                                                                   |                                                                                   |                                                                                   |                                                                                   |                                                                                   |                                                                                   |